# 建築都市環境学科
建築都市環境学科（けんちくとしかんきょうがっか）とはかつて建築および土木を教育研究し、それらの分野を担う人材を育成することを目的として、大学に設置された学科の名称。建築都市環境学という名称の学問が存在しているのではなく、この学科名称は建築科で、また環境都市工学として学ぶ事の両方を対象としているからである。

## 設置校
- 千葉工業大学　-　2001年（平成13年）に、既存の土木工学科と建築学科を統合させて誕生した